# فینکه‌بروخ
فینکه‌بروخ (به هلندی: Vinkebrug) یک منطقهٔ مسکونی در هلند است که در هارلمرلیده ان اسپارن‌واده واقع شده‌است.